# Robert Huber (ingénieur)
Pour les articles homonymes, voir Robert Huber (homonymie).

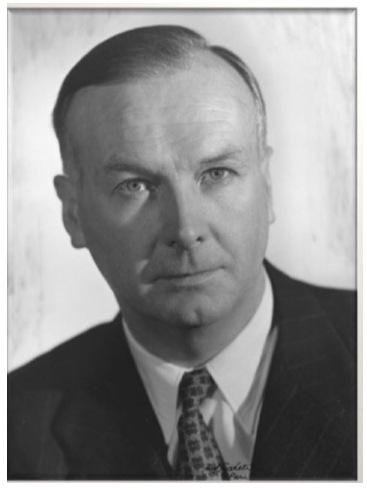

Robert Huber, né le 7 juillet 1901 à Freienstein, Suisse, et mort le 7 avril 1995, est un ingénieur suisse.

## Biographie

### Éducation
Entre 1908 et 1916, il fréquente une école primaire puis une école secondaire dans sa ville natale de Freienstein. De 1916 à 1920, il suit les cours d'une école secondaire à Zurich. De 1920 à 1924 il étudie à l'Institut fédéral suisse de technologie (devenue l'ETH Zurich) avec le professeur Aurel Stodola.

### Carrière
En 1924, Huber devient directeur technique du Bureau Technique Pescara où il supervisera la conception d'une trentaine de moteurs à pistons libres de types et de tailles différents. Il y acquiert le surnom de « M. Piston Libre ». Le premier moteur est le AC-2, qui fonctionnait à l'essence, le deuxième sera le AC-3, similaire mais fonctionnant au gazole. Dix-huit types de moteurs à piston libre seront construits et testés.
En 1932, Huber découvre un livre du professeur Lomonosov sur les locomotives Diesel et entend parler d'un projet de turbines entraînées par air comprimé de Petro Shelest, ce qui lui donne l'idée de développer la turbine à gaz à piston libre. Plusieurs furent conçues mais jamais construites. Enfin, en 1938-1939, le premier générateur électrique à piston libre du monde est construit. Celui-ci utilise deux machines G-30 motorisant un alternateur de 800 kW.
Huber travaille au Bureau Technique Pescara (devenu Société d'études mécaniques et énergétiques - SEME - en 1939) jusqu'en 1962. Pendant cette période, des milliers de moteurs à pistons libres sont vendus. Huber continuera à travailler sur les moteurs à piston libre au moins jusqu'en 1967.
Huber a été un pionnier dans le développement de l'injection de carburant common rail dans les années 1960.
Le 12 août 1942, il a épousé Ursula Meyer. Huber a écrit une biographie dans les années 1980.

## Brevets
Robert Huber a déposé une quarantaine de brevets liés aux moteurs à pistons libres. Quelques exemples sont énumérés ci-dessous :
- US2452194 (A), publié le 26 octobre 1948 : machine à piston libre[6] ;
- US2645213 (A), publié le 14 juillet 1953 : moteur à piston libre ayant des pistons creux[7] ;
- US2943438 (A), publié le 5 juillet 1960 : améliorations du moteur à piston libre et de la centrale électrique à turbine à gaz[8] ;
- US2990680 (A), publié le 4 juillet 1961 : dispositifs de démarrage et d'arrêt des machines à pistons libres et en particulier les auto-générateurs à piston libre[9].